# Christian Morin
Pour les articles homonymes, voir Morin.
Ne doit pas être confondu avec Christian Marin.
Christian Morin, né le 2 mars 1945 à Bordeaux, est un clarinettiste, homme de radio et de télévision et acteur français.

## Biographie

### Le dessinateur
Diplômé des beaux-Arts de Bordeaux, il est dessinateur humoriste pour le journal Sud Ouest et graphiste pour la station régionale de l'ORTF dans les années 1964-1970. Après son service militaire, en 1971, il s'installe à Paris où il devient dessinateur humoriste pour différents magazines dont Lui et graphiste pour différentes agences de publicité.

### Le présentateur radio et télévision
En 1972, il rencontre Pierre Delanoë, alors directeur des programmes d'Europe 1, et débute dans la station le 9 janvier 1972 en tant que meneur de jeu. La collaboration durera 15 ans. Il anime alors différentes émissions telles que Séquence Jazz avec Moustache, Pile ou face, La Boussole, Dimanche Retour, Hit Parade, C'est Dimanche, Micro-Climat, Pousse-Café, etc. Il devient l'un des animateurs phares de la station dans les années 1980 avec Maryse Gildas. Allô… c'est à vous est aussi une émission à succès, qu'il présente avec Viviane Blassel et Madame Soleil. Après son départ d'Europe 1 en 1987, il rejoint, la même année, RMC pour y animer des matinales jusqu'en 1992.
À la télévision, il débute sur FR3 dans Altitude 10000 d'Alain Jérôme en 1975 puis dans Rires et sourires en 1978-1979. En 1980, il présente Les Descendants de Philippe Alfonsi sur Antenne 2. Dans les années 1980, il présente des spectacles mensuels de variétés sur la télé Suisse TSR : La Grande Roue (1980 à 1985), Studio 4 (1983 à 1984) et Trèfle d'or (1980 à 1987). Durant deux saisons, il anime la deuxième saison sur TF1 à 18 h 50 : Les Paris de TF1 de Pierre Bellemare en 1981 puis Histoire d'en rire de Georges Folgoas en 1982. Le 20 février 1986, il fut avec Roger Zabel et Amanda Lear l'animateur qui a fait l'ouverture de La Cinq avec Voilà la Cinq. Il animera sur cette même chaîne la version française d'un jeu à succès de la télévision italienne, Cherchez la femme, avec Amanda Lear.
Passé sur TF1 en 1987 pour y animer La Roue de la fortune avec Annie Pujol à 19 h, il présenta plusieurs émissions de variétés notamment Succès fous, avec Philippe Risoli et Patrick Roy. La popularité de La Roue de la fortune invita à la parodie : pour son projet de le Grand Bluff, Patrick Sébastien joue le participant provocateur en 1992. En 1989, il présente une émission spéciale sur le Centenaire de la tour Eiffel. Il disparut de l'antenne à un moment où la chaîne privée rajeunit ses animateurs.
Après son départ de TF1 en 1993 et avant d'y retourner en 1996 (après Rires sur la ville avec Amanda Lear), il rejoint France Télévisions, pour présenter en duo avec Cendrine Dominguez un remake quotidien de La Tête et les jambes intitulé Un pour tous sur France 2 ainsi que deux autres jeux, Combien tu paries ? sur France 2 et une adaptation du jeu de société Cluedo sur France 3 en 1994. En 1994, il présente les Victoires de la musique sur France 2. Il disparaît du petit écran mis à part une saison en tant que présentateur de télé-achat dans Shopping à la une sur  TF1 en 1999-2000.
Le 30 août 2010, il renoue avec l'activité d'animateur radio, sur Radio Classique, dans la tranche 9 h 30-13 h, avec l'émission Tous Classiques.
En 2011, il anime la tournée Âge tendre et Têtes de bois saison 6.
Entre juillet et décembre 2014, il est un chroniqueur régulier de l'émission Face à la bande animée par Jérémy Michalak.

### Le musicien et le comédien
Christian Morin a enregistré quelques disques où il joue de la clarinette, comme l'album « Esquisse » en 1992 (Disques Déesse - distribution : Sony Music). Clarinettiste, il accompagne Michel Sardou sur le titre Préservation, en 1981, sur l'album Les Lacs du Connemara et participe à la comédie musicale Envoyez la musique avec Annie Cordy au théâtre de la Porte-Saint-Martin en 1982-1983.
À partir des années 1990, il se consacre à la comédie (cinéma, télévision et théâtre) après des débuts dans la série Tiroir secret avec Michèle Morgan en 1985.
Au cinéma, il a joué dans plusieurs films de Pascal Thomas (La Dilettante avec Catherine Frot en 1998, Mercredi, folle journée ! avec Vincent Lindon en 2000 et Valentin Valentin en 2015).
À la télévision, il apparaît en tant qu'acteur invité dans des épisodes de séries à succès : Maigret avec Bruno Cremer (1998), Navarro avec Roger Hanin (2000 et 2001), Une femme d'honneur avec Corinne Touzet (2002), Femmes de loi avec Natacha Amal et Ingrid Chauvin (2004), Quai numéro un avec Astrid Veillon (2004), Léa Parker avec Sonia Rolland (2004), Avocats et Associés (2005), Alice Nevers avec Marine Delterme (2005) et dans 16 épisodes des saisons 3 et 4 de Plus belle la vie (2007).
Au théâtre, il joue essentiellement des pièces en tournée : Ciel, ma mère avec Ginette Garcin en 2001, SOS Homme seul en 2003, Le Vison voyageur en 2003, La Berlue en 2004, Lili et Lily avec Annie Cordy en 2006. Il jouera avec succès une seule pièce à Paris, Lettre d'une inconnue, de Stefan Zweig, en 2002-2003.

### Vie privée
Le 8 février 1985, il épouse Marie-Caroline, rencontrée à Europe 1, étudiante intérimaire pendant la saison 1974-1975.
Le 21 août 1985, il devient père d'un garçon de 4,02 kilos.
Sa deuxième épouse, Danièle, qu'il a épousée à Arcangues en 1995, est décédée en 2008. Il se marie une troisième fois le 21 mai 2022 avec Bénédicte.

## Radio
- 1972-1987 : meneur de jeux puis animateur de différentes émissions telles que Séquence Jazz avec Moustache, Pile ou face, La Boussole, Dimanche Retour, Hit Parade, C'est Dimanche, Micro-Climat ou Pousse-Café, sur Europe 1
  - 1981-1982 : animateur de Micro-climat avec Maryse Gildas, sur Europe 1
  - 1981-1982 : animateur de C'est dimanche avec Maryse Gildas, sur Europe 1
  - 1982-1983 : animateur de Ça va la vie ! avec Maryse Gildas, sur Europe 1
  - 1983-1984 : animateur de Avec ou sans sucre avec Christine Carrier, sur Europe 1
  - 1984-1987 : animateur de Allo ... c'est à vous avec Viviane Blassel, Madame Soleil et Catherine Muller, sur Europe 1
  - 1987 : animateur de Décrochez la lune sur Europe 1
- 1987-1990 : animateur de 11 heures chez vous sur RMC
- 1990-1992 : animateur de Ils sont fous chez Morin sur RMC
- 1996-1998 : sociétaire des Grosses Têtes sur RTL
- Depuis 2010 : animateur de Tous Classiques sur Radio classique

## Émissions de télévision
- 1975 : Altitude 10000 (FR3)
- 1978-1983 : La vérité est au fond de la marmite (Antenne 2)
- 1978-1979 : Rires et Sourires (FR3)
- 1980 : Les Descendants (Antenne 2)
- 1980-1985 : La grande roue (TSR)
- 1980-1987 : Trèfle d'Or  (TSR)
- 1981-1982 : Les Paris de TF1 (TF1)
- 1982-1983 : Histoire d'en rire (TF1)
- 1983-1984 : Studio 4  (TSR : Les 14 émissions de 70 minutes furent diffusées du 28 septembre 1983 au 31 décembre 1984)
- 1986 : Cherchez la femme avec Amanda Lear (La Cinq : samedi à 20 h 45)
- 1987-1993 : La Roue de la fortune avec Annie Pujol (TF1 : 19 h 20 - 19 h 50 de 1987 à 1992 et 12 h - 12 h 30 en 1992 pendant plus de 4 mois juste avant Alexandre Debanne jusqu'au 2 janvier 1993)
- 1990-1992 : Succès fous avec Philippe Risoli et Patrick Roy (TF1 : émission mensuelle samedi à 20 h 50)
- 1993 : Rires sur la ville avec Amanda Lear (TF1 : émission mensuelle samedi à 20 h 50)
- 1993-1994 : Un pour tous avec Cendrine Dominguez (18 h 45 - 19 h 15)
- 1994 : Combien tu paries ? (France 2 : 12 h 25 - 12 h 55)
- 1994 : Cluedo (France 3 : émission mensuelle mardi à 20 h 50)
- 1999-2000 : Shopping à la une (TF1 : samedi 6 h 55 - 7 h 25)
- 2012 : figurant du spot TV pour La Centrale.fr
- 2023 : La tournée triomphale des idoles sur C8 avec Denise Fabre, Julien Lepers et Michel Drucker

## Filmographie sélective
- 1978 : L'Associé de René Gainville : le journaliste d'Europe 1
- 1980 : Cherchez l'erreur de Serge Korber : un présentateur télé
- 1982 : Les Diplômés du dernier rang de Christian Gion
- 1986 : Le Tiroir secret - Feuilleton en 6 épisodes - : La Saisie d'Édouard Molinaro, L'Enquête de Roger Gillioz, Top secret de Michel Boisrond, La Rencontre d'Édouard Molinaro, La Mise au point de Nadine Trintignant et Le Retour de Michel Boisrond
- 1987 : Dorothée Show
- 1991 : Le cadeau de Noël
- 1999 : La Dilettante de Pascal Thomas : Edmond Rambert
- 1999 : Maigret : Madame Quatre et ses enfants : commissaire Vaimber (épisode 29)
- 2001 : Mercredi, folle journée ! de Pascal Thomas : Agenore Esposito
- 2002 : Navarro de Patrick Jamain : Mounier (épisode La peau d'un mulet)
- 2002 : Une femme d'honneur d'Éric Kristy : Paul Delestrain
- 2004 : Casablanca Driver de Maurice Barthélemy
- 2004 : Le P'tit curieux de Jean Marbœuf
- 2006 : Christian d'Élisabeth Löchen : Charles
- 2007 : Plus belle la vie : Jacques Maury
- 2008 : Section de recherches : M. Bélanger, le directeur de l'hôtel (saison 3, épisode 7 : En plein cœur)
- 2009 : Commissaire Magellan : Clément Saint-Aubin
- 2010 : Ensemble nous allons vivre une très, très grande histoire d'amour de Pascal Thomas : le journaliste
- 2014 : Valentin Valentin de Pascal Thomas : Marius
- 2019 : À cause des filles..? de Pascal Thomas : le mari de Bénédicte

### Doublage
- 2003 : À nous de jouer (en) : Larry, le coach (Stan Coles)